# Project Mc²
Project Mc² (ausgesprochen Project MC-squared) ist eine US-amerikanische Fernsehserie, die von AwesomenessTV, MGA Entertainment und Katlin/Bernstein Productions für Netflix produziert wurde. Die Serie wurde erstmals am 7. August 2015 veröffentlicht. Die letzte Staffel wurde am 7. November 2017 veröffentlicht.

## Handlung
Die Serie spielt in einer fiktiven Stadt namens Maywood Glen, Kalifornien, und dreht sich um die MINT-Fächer und die Abenteuer von Teenagern McKeyla McAlister und ihren besten Freunden, die für eine Regierungsorganisation namens NOV8 (ausgesprochen „innovate“) arbeiten, eine geheimnisvolle Gruppe weiblicher Regierungsangestellter, die versuchen, die Welt zu beschützen.

## Besetzung und Synchronisation
| Rolle             | Schauspieler                                            | Synchronsprecher                                           |
| ----------------- | ------------------------------------------------------- | ---------------------------------------------------------- |
| McKeyla McAlister | Mika Abdalla                                            | Leonie Landa (1. Stimme) Maximiliane Häcke (2. Stimme)     |
| Camryn Coyle      | Ysa Penarejo                                            | Mathilda Charisius (1. Stimme) Lina Rabea Mohr (2. Stimme) |
| Adrienne Attoms   | Victoria Vida                                           | Céline Vogt (1. Stimme) Anna Gamburg (2. Stimme)           |
| Bryden Bandweth   | Genneya Walton                                          | Dorothee Sturz (1. Stimme) Sarah Alles (2. Stimme)         |
| Prince Xander     | Antonio Marziale                                        | Tim Niebuhr (1. Stimme) René Dawn-Claude (2. Stimme)       |
| Charles Coyle     | Marcus Choi (Staffel 1) Ash Lee (Staffel 5)             | Oliver Hörner                                              |
| Jillian           | Madeline Whitby                                         | Mareike Fell                                               |
| Defector          | Bernardo De Paula                                       |                                                            |
| George            | Troy Fromin                                             | Jürgen Holdorf                                             |
| Francois          | Oliver Vaquer                                           |                                                            |
| The Quail         | Danica McKellar                                         | Simona Pahl (1. Stimme) Ilona Brokowski (2. Stimme)        |
| Devon D’Marco     | Alyssa Lynch (Staffeln 2–4) Maddie Phillips (Staffel 5) | Alice Bauer                                                |
| Ember Evergreen   | Belle Shouse                                            | Esra Vural                                                 |

## Episodenliste

### Staffel 1
| Nr. (ges.) | Nr. (St.) | Deutscher Titel        | Originaltitel         | Erstveröffentlichung USA | Deutschsprachige Erstausstrahlung (D) | Regie           | Drehbuch      |
| ---------- | --------- | ---------------------- | --------------------- | ------------------------ | ------------------------------------- | --------------- | ------------- |
| 1          | 1         | Die Neue               | The New Girl          | 7. Aug. 2015             | 10. Okt. 2015                         | Michael Younesi | Jordana Arkin |
| 2          | 2         | Geheimagenterei        | Secret Agenting       | 7. Aug. 2015             | 10. Okt. 2015                         | Michael Younesi | Jordana Arkin |
| 3          | 3         | Klug ist das neue Cool | Smart Is the New Cool | 7. Aug. 2015             | 10. Okt. 2015                         | Michael Younesi | Jordana Arkin |

### Staffel 2
| Nr. (ges.) | Nr. (St.) | Deutscher Titel      | Originaltitel            | Erstveröffentlichung USA | Deutschsprachige Erstausstrahlung (D) | Regie           | Drehbuch                           |
| ---------- | --------- | -------------------- | ------------------------ | ------------------------ | ------------------------------------- | --------------- | ---------------------------------- |
| 4          | 1         | Grundlagentraining   | Back to Basics           | 12. Aug. 2016            | 10. Juni 2017                         | Michael Younesi | Mitchel Katlin & Nat Bernstein     |
| 5          | 2         | Nichts zu lachen     | No Laughing Matter       | 12. Aug. 2016            | 17. Juni 2017                         | Michael Younesi | Paul Ciancarelli & David DiPietro  |
| 6          | 3         | Abfall               | Trashed                  | 12. Aug. 2016            | 24. Juni 2017                         | Vanessa Parise  | Jessica Kaminsky                   |
| 7          | 4         | Stromausfall         | Dam Fine Mess            | 12. Aug. 2016            | 1. Juli 2017                          | Vanessa Parise  | Elizabeth Hackett & Hilary Galanoy |
| 8          | 5         | Abschied             | Bye Bye Birdie           | 12. Aug. 2016            | 8. Juli 2017                          | Michael Younesi | Annie Burgstede & Kate Duffy       |
| 9          | 6         | Nichts ist unmöglich | Mission Totally Possible | 12. Aug. 2016            | 15. Juli 2017                         | Michael Younesi | Kathy Fischer                      |

### Staffel 3
| Nr. (ges.) | Nr. (St.) | Deutscher Titel         | Originaltitel            | Erstveröffentlichung USA | Deutschsprachige Erstausstrahlung (D) | Regie           | Drehbuch                           |
| ---------- | --------- | ----------------------- | ------------------------ | ------------------------ | ------------------------------------- | --------------- | ---------------------------------- |
| 10         | 1         | EliTe                   | Finding Maddy            | 14. Okt. 2016            | 22. Juli 2017                         | Michael Robison | Nat Bernstein & Mitchel Katlin     |
| 11         | 2         | Mission Gummibärchen    | Gummying Up the Works    | 14. Okt. 2016            | 5. Aug. 2017                          | Michael Robison | Paul Ciancarelli & David DiPietro  |
| 12         | 3         | Es rappelt in der Kiste | Crate Expectations       | 14. Okt. 2016            | 12. Aug. 2017                         | Ken Friss       | Jessica Kaminsky                   |
| 13         | 4         | Die Nacht der Wahrheit  | One Track Mind           | 14. Okt. 2016            | 19. Aug. 2017                         | Ken Friss       | Elizabeth Hackett & Hilary Galanoy |
| 14         | 5         | Falsche Schwingungen    | Simon Sayz               | 14. Okt. 2016            | 26. Aug. 2017                         | Jon Rosenbaum   | Elaine Aronson                     |
| 15         | 6         | Das geht ins Ohr        | Ear Today. Gone Tomorrow | 14. Okt. 2016            | 2. Sep. 2017                          | Jon Rosenbaum   | Kathy Fischer                      |

### Staffel 4
| Nr. (ges.) | Nr. (St.) | Deutscher Titel  | Originaltitel | Erstveröffentlichung USA | Deutschsprachige Erstausstrahlung (D) | Regie     | Drehbuch                           |
| ---------- | --------- | ---------------- | ------------- | ------------------------ | ------------------------------------- | --------- | ---------------------------------- |
| 16         | 1         | Königlich nervig | A Royal Pain  | 14. Feb. 2017            | 9. Sep. 2017                          | Ken Friss | Elizabeth Hackett & Hilary Galanoy |

### Staffel 5
| Nr. (ges.) | Nr. (St.) | Deutscher Titel                               | Originaltitel                                  | Erstveröffentlichung USA | Deutschsprachige Erstveröffentlichung (D/A/CH) | Regie           | Drehbuch                           |
| ---------- | --------- | --------------------------------------------- | ---------------------------------------------- | ------------------------ | ---------------------------------------------- | --------------- | ---------------------------------- |
| 17         | 1         | Kann mich jemand auf dem Mars schreien hören? | If You Fail on Mars Can Anyone Hear You Scream | 15. Sep. 2017            | 15. Sep. 2017                                  | Ken Friss       | Mitchel Katlin                     |
| 18         | 2         | Nanobots, Soufflés und grauer Glibber         | Nanobots, Souffles and Gray Goo, Oh My         | 15. Sep. 2017            | 15. Sep. 2017                                  | Ken Friss       | Nat Bernstein                      |
| 19         | 3         | Sauerstoffmangel                              | Bad Air Day                                    | 15. Sep. 2017            | 15. Sep. 2017                                  | Michael Younesi | Elizabeth Hackett & Hilary Galanoy |
| 20         | 4         | Absolut geschafft                             | Totally Marble Nailed It                       | 15. Sep. 2017            | 15. Sep. 2017                                  | Michael Younesi | Kathleen Fischer                   |
| 21         | 5         | Planet in Gefahr                              | Gray Goo on the Loose                          | 15. Sep. 2017            | 15. Sep. 2017                                  | Ken Friss       | Nat Bernstein & Mitchel Katlin     |

### Staffel 6
| Nr. (ges.) | Nr. (St.) | Deutscher Titel                     | Originaltitel                  | Erstveröffentlichung USA | Deutschsprachige Erstveröffentlichung (D/A/CH) | Regie        | Drehbuch                           |
| ---------- | --------- | ----------------------------------- | ------------------------------ | ------------------------ | ---------------------------------------------- | ------------ | ---------------------------------- |
| 22         | 1         | Stone Acres ist der Platz zum Leben | Stone Acres Is the Place to Be | 7. Nov. 2017             | 7. Nov. 2017                                   | Ken Friss    | Mitchel Katlin                     |
| 23         | 2         | Nebel                               | Smoke Gets in Your Eyes        | 7. Nov. 2017             | 7. Nov. 2017                                   | Allan Harmon | Elaine Aronson                     |
| 24         | 3         | Ein Zorro kommt selten allein       | Zorro Dark Thirty              | 7. Nov. 2017             | 7. Nov. 2017                                   | Allan Harmon | Elizabeth Hackett & Hilary Galanoy |
| 25         | 4         | Das Wasser von Bobby Stone          | Water from a Bobby Stone       | 7. Nov. 2017             | 7. Nov. 2017                                   | Ken Friss    | Kathleen Fischer                   |
| 26         | 5         | Familienangelegenheit               | Family Affair                  | 7. Nov. 2017             | 7. Nov. 2017                                   | Ken Friss    | Elaine Aronson                     |

## Rezeption
Heise online schrieb am 11. August 2018: "Project Mc2 hat eine sauber-bunte Optik, ironische Seitenhiebe und zielt auf ein etwas älteres Publikum".